# Claudio Licciardello
Claudio Licciardello (Italia, 11 de enero de 1986) es un atleta italiano especializado en la prueba de 400 m, en la que consiguió ser subcampeón europeo en pista cubierta en 2009.

## Carrera deportiva
En el Campeonato Europeo de Atletismo en Pista Cubierta de 2009 ganó la medalla de plata en los 400 metros, con un tiempo de 46.32 segundos, tras el sueco Johan Wissman (oro con 45.89 segundos) y por delante del rumano Ioan Vieru (bronce con 46.54 segundos).